# 加茂街道
加茂街道（かもかいどう）は京都市内の通りの一つで賀茂川右岸（西岸）堤防上を走る。北は御薗橋、志久呂橋（しくろばし）を越え、高橋付近で雲ケ畑に至る道と合する。南は葵橋西詰で下鴨本通と合し、河原町通として南進する。
賀茂社（賀茂別雷神社と賀茂御祖神社）の祭礼である葵祭（5月15日に行われる巡行である路頭の儀）の経路の一部（北大路加茂街道から御薗橋西詰の間）となっている。御薗橋から南の区間は堤防や分離帯に植えられた街路樹の作る緑のトンネルの区間が多く、読売新聞社選定の「新・日本街路樹100景」（1994年）のひとつに選定されている。

## 沿道の主な施設
- 賀茂別雷神社（上賀茂神社）御薗橋
- 京都市立加茂川中学校 堀川通
- 京都府立植物園 北山大橋または北大路橋

## 交差する道路
- 交差する道路の特記がないものは市道。

| 交差する道路 西← 〈加茂街道〉 →東                             | 交差する道路 西← 〈加茂街道〉 →東                             | 交差する場所 | 交差する場所     | 路線番号 |                        |
| ------------------------------------------------------------- | ------------------------------------------------------------- | ------------ | ---------------- | -------- | ---------------------- |
| 府道61号京都京北線・府道38号京都広河原美山線 雲ケ畑・鞍馬方面 | 府道61号京都京北線・府道38号京都広河原美山線 雲ケ畑・鞍馬方面 | 北区         | （高橋西詰）     | -        | 北 ↑ 〈加茂街道〉 ↓ 南 |
| -                                                             | 府道38号京都広河原美山線                                      | 北区         | （志久呂橋西詰） | -        | 北 ↑ 〈加茂街道〉 ↓ 南 |
| -                                                             | 府道38号京都広河原美山線                                      | 北区         | （志久呂橋西詰） | 府道38号 | 北 ↑ 〈加茂街道〉 ↓ 南 |
| 〈船岡東通〉                                                  | 〈船岡東通〉                                                  | 北区         | 西賀茂橋         |          | 北 ↑ 〈加茂街道〉 ↓ 南 |
| 〈御薗橋通〉 〈猪熊通]                                        | 〈御薗橋通〉                                                  | 北区         | 御薗橋西詰       |          | 北 ↑ 〈加茂街道〉 ↓ 南 |
| 府道38号京都広河原美山線 〈堀川通]                            | -                                                             | 北区         |                  |          | 北 ↑ 〈加茂街道〉 ↓ 南 |
| 府道38号京都広河原美山線 〈堀川通]                            | -                                                             | 北区         | -                |          | 北 ↑ 〈加茂街道〉 ↓ 南 |
| 〈玄以通］                                                    | ［上賀茂西通〉                                                | 北区         | 上賀茂橋西詰     |          | 北 ↑ 〈加茂街道〉 ↓ 南 |
| 〈北山通〉                                                    | 〈北山通〉                                                    | 北区         | 北山大橋西詰     |          | 北 ↑ 〈加茂街道〉 ↓ 南 |
| 〈今宮通］                                                    | -                                                             | 北区         |                  |          | 北 ↑ 〈加茂街道〉 ↓ 南 |
| 国道367号 〈北大路通〉                                        | 国道367号 〈北大路通〉                                        | 北区         | 北大路橋西詰     |          | 北 ↑ 〈加茂街道〉 ↓ 南 |
| 〈紫明通］                                                    | -                                                             | 北区         | 加茂街道紫明     |          | 北 ↑ 〈加茂街道〉 ↓ 南 |
| 〈鞍馬口通〉                                                  | 〈鞍馬口通〉                                                  | 北区         | 出雲路橋西詰     |          | 北 ↑ 〈加茂街道〉 ↓ 南 |
| 〈上御霊前通］                                                | -                                                             | 北区         |                  |          | 北 ↑ 〈加茂街道〉 ↓ 南 |
| 府道32号下鴨京都停車場線 〈河原町通]                          | 府道32号下鴨京都停車場線 ［下鴨本通〉                         | 上京区       | 葵橋西詰         |          | 北 ↑ 〈加茂街道〉 ↓ 南 |

## 公共交通
京都市営バスと京都バスの路線がある。